# 382 f.Kr.

## Händelser

### Efter plats

#### Grekland
- Den thebiske generalen och statsmannen Pelopidas flyr till Aten och tar ledningen i ett försök att befria Thebe från Spartas kontroll.
- Som straff för att han föregående år utan tillstånd har erövrat Thebe fråntas Foebidas sitt befäl, men spartanerna fortsätter att hålla Thebe ockuperat. Den spartanske kungen Agesilaios II vill inte straffa Foebidas, eftersom hans göranden har varit till gagn för Sparta och det utfrån detta man bör döma honom.

### Fiktion
- I romanen Harry Potter och de vises sten av J.K. Rowling hävdar trollstavstillverkaren Ollivanders att företaget grundas detta år.

## Födda
- Filip II, kung av Makedonien 355–336 f.Kr.
- Antigonos I Monofthalmos, makedonisk satrap